# 哈恩环形山
哈恩环形山（Hahn）是位于月球正面东北边沿的一座大撞击坑，约形成于38.5-38亿年前的早雨海世，其名称分别取自德国天文学家弗里德里希·冯·哈恩（1741年-1805年）和德国化学家，1944年诺贝尔化学奖得主奥托·哈恩（1879年-1968年），1935年被国际天文学联合会正式接受。

## 描述

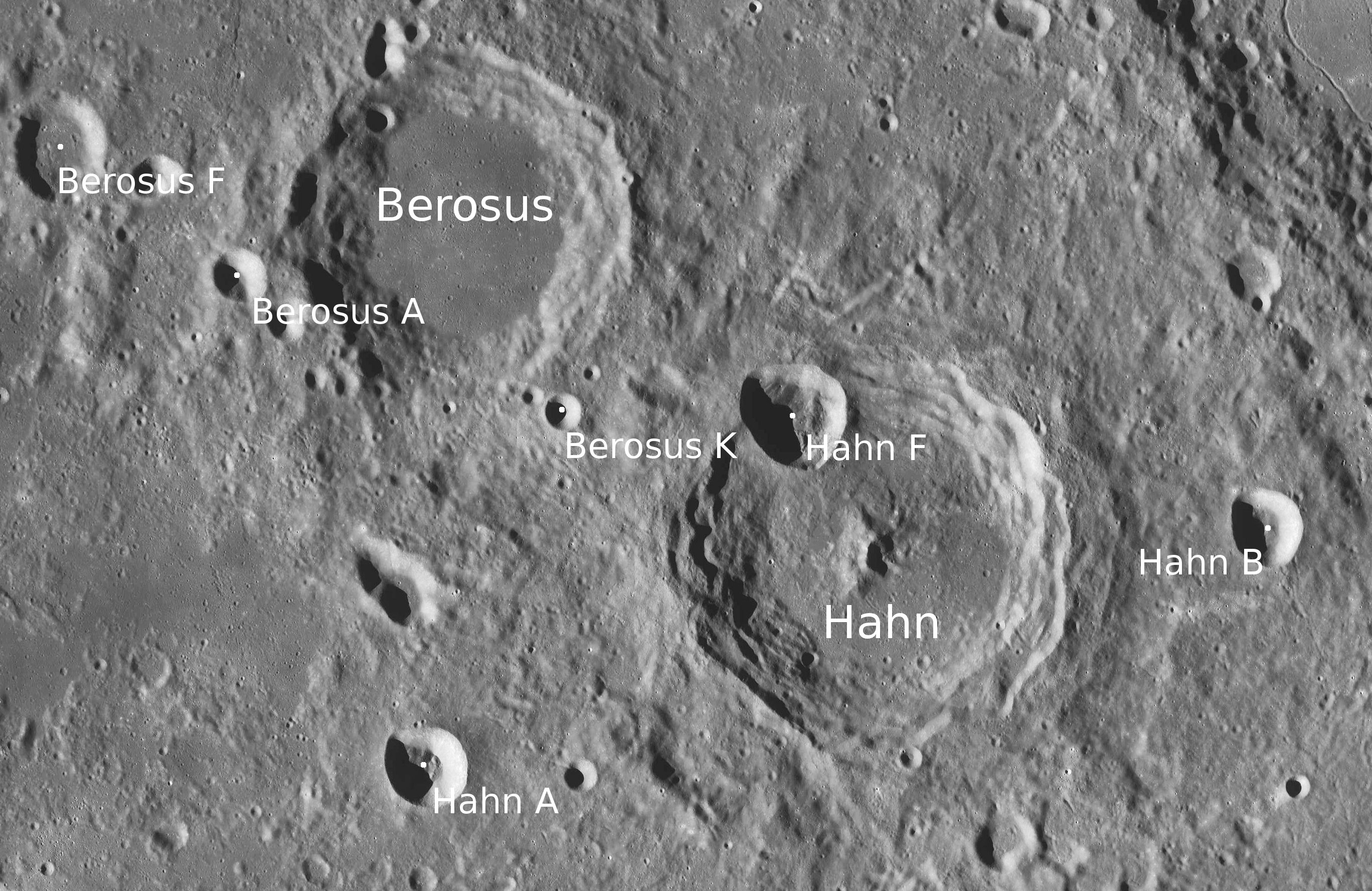
月球勘测轨道飞行器拍摄的哈恩环形山（右下）和贝罗索斯环形山（左上）

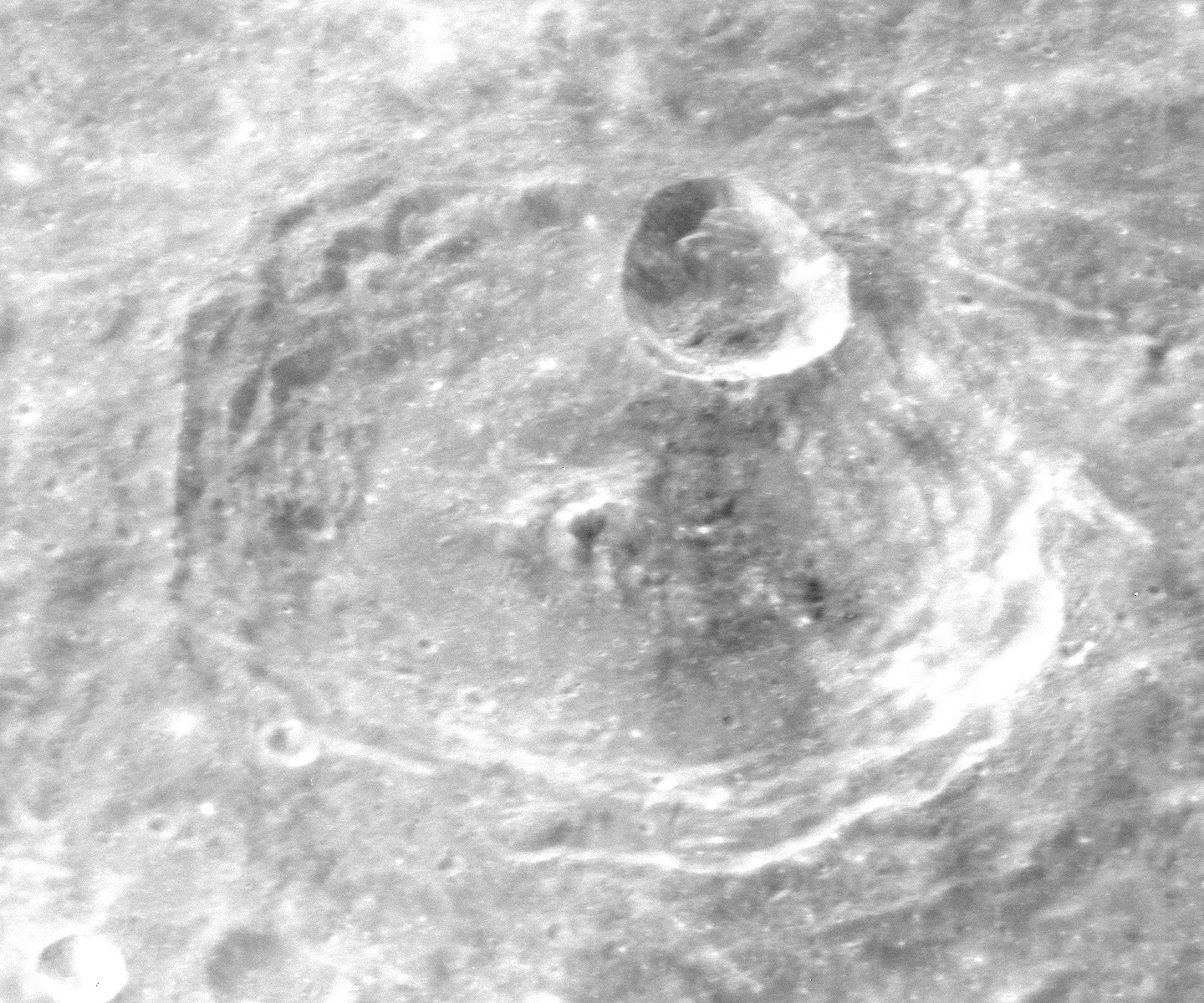
阿波罗16号拍摄的斜视图

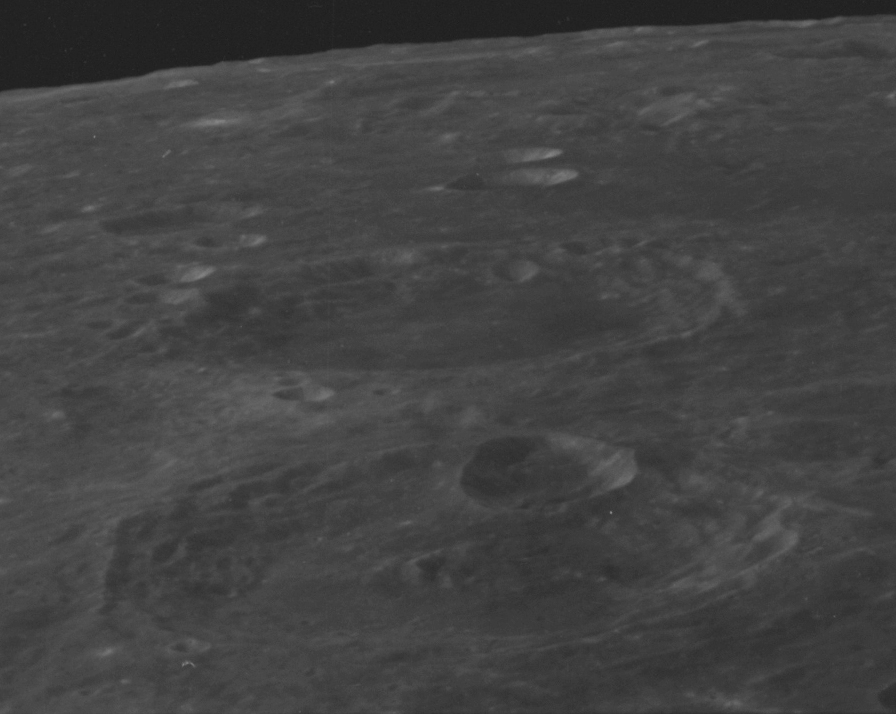
阿波罗14号拍摄的哈恩环形山（前面）和贝罗索斯环形山（后）侧视图

该陨坑西北靠近稍小的贝罗索斯环形山、东北和东南分别毗邻巨大的高斯环形山和已损毁的塞内卡陨石坑，它的西南延伸着狭长的蛇海，更远处则坐落了更为辽阔的危海。该陨坑中心月面坐标为31°13′N 73°33′E / 31.22°N 73.55°E，直径87.49公里，深约2.82公里。
哈恩环形山外观大致圆状，但边缘略显参差，陨坑受磨损一般，坑壁轮廓仍较清晰，沿内壁分布一系列阶坡结构，尤其是南半侧更为突出，西北侧坑壁上横跨了卫星坑哈恩 F，形成一处伸及坑底的大裂口。它的坑壁最大高出周边地形表面1410米，内部容积约有7286.20立方千米。坑内地表相对平坦，靠北部分布有一片可能被玄武岩熔岩覆盖的低反照率区域，使得北半部坑底较南半部更幽暗，坑底中心坐落了一座由斜长岩（A）和含80-85%斜长石的辉长-苏长-橄长斜长岩（GNTA2）构成的，呈南北走向且带有多条支岭的大中央峰。

## 卫星陨石坑
按照惯例，最靠近哈恩环形山的卫星陨石坑在月表地图上将以字母标注在它的中心点旁边。

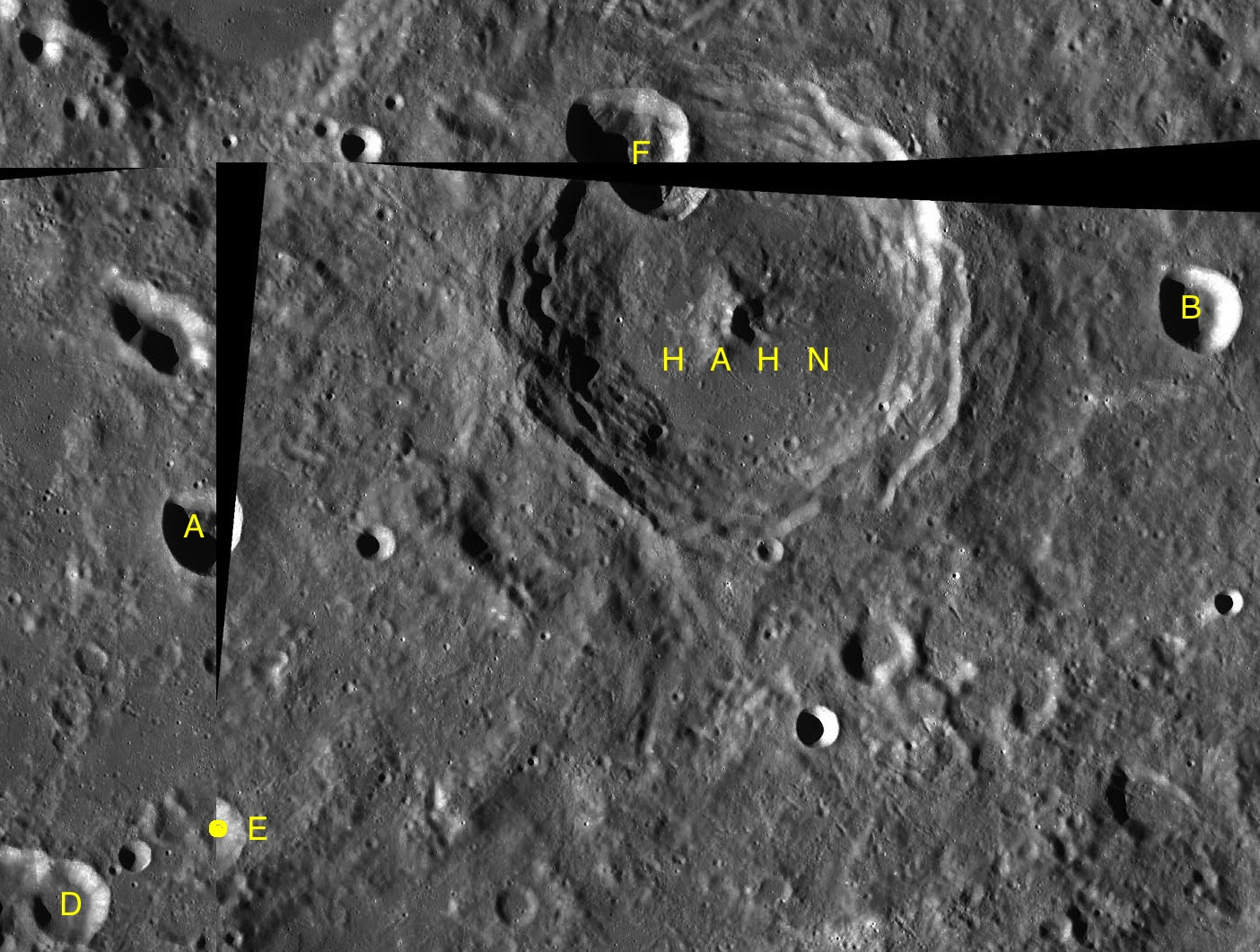
LAC-28、LAC-44及LAC-45拼接图.

| 哈恩 | 纬度     | 经度     | 直径     |
| ---- | -------- | -------- | -------- |
| A    | 29.67° N | 69.72° E | 18.3公里 |
| B    | 31.38° N | 76.98° E | 17.9公里 |
| D    | 27.41° N | 68.46° E | 14.9公里 |
| E    | 27.68° N | 69.99° E | 15.2公里 |
| F    | 32.16° N | 72.89° E | 25.6公里 |

## 另请参阅
- Wood, Chuck. . Lunar Photo of the Day. December 27, 2006  [2007-01-02]. （原始内容存档于2007-09-27）.

- Andersson, L. E.; Whitaker, E. A. . NASA RP-1097. 1982.
- Blue, Jennifer. . USGS. July 25, 2007  [2007-08-05]. （原始内容存档于2012-04-08）.
- Bussey, B.; Spudis, P. . New York: Cambridge University Press. 2004. ISBN 978-0-521-81528-4.
- Cocks, Elijah E.; Cocks, Josiah C. . Tudor Publishers. 1995. ISBN 978-0-936389-27-1.
- McDowell, Jonathan. . Jonathan's Space Report. July 15, 2007  [2007-10-24]. （原始内容存档于2012-05-26）.
- Menzel, D. H.; Minnaert, M.; Levin, B.; Dollfus, A.; Bell, B. . Space Science Reviews. 1971, 12 (2): 136–186. Bibcode:1971SSRv...12..136M. doi:10.1007/BF00171763.
- Moore, Patrick. . Sterling Publishing Co. 2001. ISBN 978-0-304-35469-6.
- Price, Fred W. . Cambridge University Press. 1988. ISBN 978-0-521-33500-3.
- Rükl, Antonín. . Kalmbach Books. 1990. ISBN 978-0-913135-17-4.
- Webb, Rev. T. W.  6th revised. Dover. 1962. ISBN 978-0-486-20917-3.
- Whitaker, Ewen A. . Cambridge University Press. 1999. ISBN 978-0-521-62248-6.
- Wlasuk, Peter T. . Springer. 2000. ISBN 978-1-85233-193-1.